# Tennis (jogo eletrônico de 1981)
Tennis é um jogo eletrônico de esportes que simula uma partida de Ténis desenvolvido pelo programador Alan Miller, da Activision, exclusivamente para o Atari 2600 em 1981.

## Jogabilidade
O game oferece partidas individuais para um ou dois players; um jogador é colorido de rosa, o outro azul. O jogo tem dois níveis de velocidade selecionáveis pelo usuário.
 Ao sacar e devolver as bolas, os tenistas balançam automaticamente o forehand ou backhand, conforme a situação exigir, e todos os golpes passam automaticamente pela rede e aterrissam próximo da linha de fundo.

O primeiro jogador a vencer um set de seis games é declarado o vencedor da partida (se o set terminar empatado em 6-6, o set recomeça em 0-0). Isso difere do tênis profissional, no qual o jogador deve vencer pelo menos dois dos três sets de seis jogos.

## Prêmios e Indicações
| Ano  | Prêmio                  | Categoria                           | Resultado | Ref.  |
| ---- | ----------------------- | ----------------------------------- | --------- | ----- |
| 1982 | 3rd annual Arkie Awards | Best Competitive Game               | Venceu    | [ 3 ] |
| 1982 | 3rd annual Arkie Awards | Menção Honrosa - "Best Sports Game" | Venceu    | [ 3 ] |